# Michele Coppolillo
Michele Coppolillo (Cosenza, 17 juli 1967) is een voormalig Italiaans wielrenner.
Tijdens zijn loopbaan won Coppolillo drie koersen, waarvan één ploegentijdrit. Hij heeft ook een karrenvracht aan tweede plaatsen binnengesleept. Onder andere in de Ronde van Calabrië, de Siciliaanse Wielerweek, het Internationaal Wegcriterium en in etappes en in de bergklassementen van de Rondes van Italië en Spanje zag hij iemand voor zich eindigen.
Coppolillo bewees zich dan ook vooral als knecht van zijn kopmannen. Hij heeft onder anderen voor Michele Bartoli, Gianni Bugno, Marco Pantani en Gilberto Simoni de kastanjes uit het vuur gehaald. In 1996 miste Coppolillo zijn afspraak met de geschiedenis: hij werd derde in Milaan-San Remo achter Gabriele Colombo en Oleksandr Hontsjenkov. Coppolillo stond verder bekend om zijn lange doch vaak vruchteloze ontsnappingen. Coppolillo werd populair als antiheld door zijn doorzettingsvermogen en het plezier dat hij uitstraalde. Italianen identificeerden zich met hem en maakten spandoeken met "we zijn allemaal Coppolillo". Zijn laatste plaats in de Giro d'Italia van 2001 droeg daar alleen maar aan bij.

## Overwinningen
1996
- 4e etappe deel b Ronde van de Middellandse Zee

1997
- 2e etappe Hofbrau Cup (ploegentijdrit)
- Trofeo Pantalica

## Resultaten in voornaamste wedstrijden
| Jaar | Ronde van Italië | Ronde van Frankrijk | Ronde van Spanje |
| ---- | ---------------- | ------------------- | ---------------- |
| 1991 | buiten tijd      |                     |                  |
| 1992 | buiten tijd      |                     |                  |
| 1993 | 77e              |                     | opgave           |
| 1994 | 29e              |                     | 42e              |
| 1995 | opgave           |                     |                  |
| 1996 | opgave           |                     |                  |
| 1997 | 33e              |                     |                  |
| 1998 | 75e              |                     |                  |
| 1999 |                  | opgave              |                  |
| 2000 |                  |                     |                  |
| 2001 | 136e (laatste)   |                     |                  |

| Jaar | Milaan-San Remo | Amstel Gold Race | Luik-Bast.‑Luik | Ronde van Lombardije |
| ---- | --------------- | ---------------- | --------------- | -------------------- |
| 1991 |                 |                  |                 |                      |
| 1992 |                 |                  |                 |                      |
| 1993 |                 |                  |                 |                      |
| 1994 | 56e             |                  |                 |                      |
| 1995 | 42e             |                  |                 |                      |
| 1996 | ↑               |                  | 16e             | 45e                  |
| 1997 |                 |                  | 24e             |                      |
| 1998 | 101e            | 80e              | 90e             |                      |
| 1999 |                 |                  |                 |                      |
| 2000 | 120e            |                  |                 | 51e                  |
| 2001 | 117e            |                  |                 |                      |